# Південно-Західний регіон (Камерун)
Південно-Західний регіон (англ. Southwest Region; фр. Région du Sud-Ouest) (до 2008 року — Південно-Західна провінція) — регіон у західній частині Камеруну, до 1961 року був частиною Південного Камеруну (частина Британського Камеруну). Адміністративний центр — місто Буеа.
Є одним з двох англомовних регіонів країни. Серед населення регіону присутні сепаратистські настрої проти французького панування в країні.

## Географія
Регіон межує з Північно-Західним, Західним, Прибережним регіонами країни, й Нігерією. З півдня омивається затокою Біафра.

## Адміністративний поділ

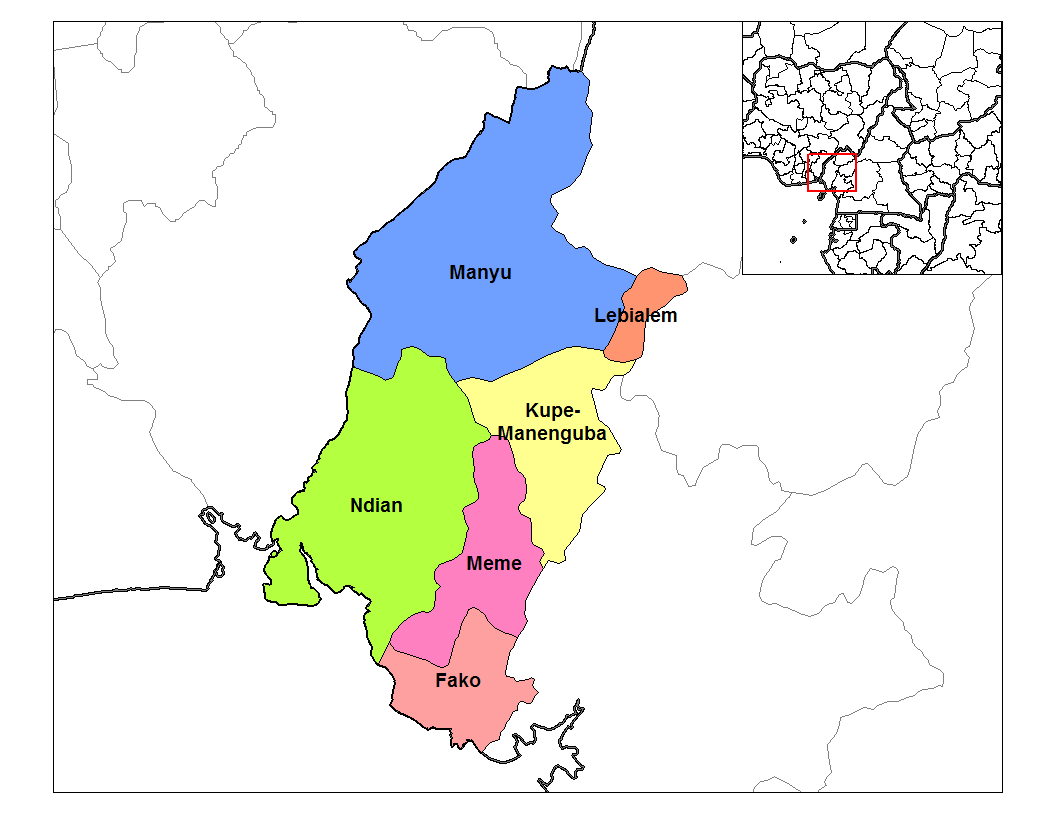
Департаменти Південно-Західного регіону

Регіон поділяється на 6 департаментів:
| Назва          | Оригінал         | Площа (м2) |
| -------------- | ---------------- | ---------- |
| Купе-Маненгуба | Koupé-Manengouba | 3404       |
| Леб'ялем       | Lebialem         | 617        |
| Манью          | Manyu            | 9565       |
| Меме           | Meme             | 3105       |
| Ндіан          | Ndian            | 6626       |
| Фако           | Fako             | 2093       |

| Камерун | Це незавершена стаття з географії Камеруну. Ви можете допомогти проєкту, виправивши або дописавши її. |